# 세브길리 게치미시
《세브길리 게치미시》(튀르키예어: Sevgili Geçmiş)는 2019년 방영된 터키의 텔레비전 드라마이다.